# Álex Blanco Olmedo
Alejandro Blanco Olmedo (Fuenlabrada, 15 de octubre de 2001) es un futbolista español que juega como centrocampista ofensivo en el CF Fuenlabrada Promesas de la Tercera División RFEF.

## Trayectoria
En 2020, Álex firma por el CF Fuenlabrada para jugar en su segundo filial en Preferente procedente del CD La Avanzada. Para la temporada 2021-22, asciende al primer filial para disputar la nueva Tercera División RFEF. Logra debutar con el primer equipo el 3 de noviembre de 2021 al partir como titular en una derrota por 1-2 frente a la UD Las Palmas en Segunda División.

## Clubes
Actualizado al último partido disputado el 8 de mayo de 2022.
| Club                    | País   | Año       | Partidos | Goles |
| ----------------------- | ------ | --------- | -------- | ----- |
| CF Fuenlabrada "B"      | España | 2020-2021 | 11       | 0     |
| CF Fuenlabrada Promesas | España | 2021-act. | 33       | 6     |
| CF Fuenlabrada          | España | 2021-act. | 2        | 0     |